# Шаншиашвили, Сандро Ильич
Сандро Ильич Шаншиашви́ли (груз. სანდრო ილიას ძე შანშიაშვილი; 1888—1979) — грузинский советский поэт и драматург. Заслуженный деятель искусств Грузинской ССР (1930). Лауреат Сталинской премии второй степени (1949).

## Биография
Сандро Шаншиашвили родился 13 (25) июля 1888 года в селе Джугаани (ныне Телавского муниципалитета Грузии) в семье священника.
В 1904 году пробует себя в литературной деятельности. Был исключён из Тбилисской грузинской гимназии за издание в ней нелегального журнала, просидел в тюрьме восемь месяцев.
В 1911—1914 годах учился в Швейцарии, затем — в Берлинском и Лейпцигском университетах.
По возвращении на родину (в 1917 году) издавал газету «Сартквело» («საქართველო») и журнал «Марани» («მარანი»), но вскоре из-за разногласий в редакционной коллегии оставил работу в газете и переехал из Тифлиса в родное село, где жил, занимаясь сельским хозяйством и поэзией, до 1923 года.

Тбилиси. Дом писателей Грузии. 1934 год. Первый ряд: Симон Чиковани, Александр Кутатели. Второй ряд: Сандро Шаншиашвили, Николай Тихонов, Мария Неслуховская (Тихонова), Ило Мосашвили. Третий ряд: Тамара Багратиони-Мицишвили, Ефемия Гедеванишвили-Леонидзе, Мариам Касрадзе-Шаншиашвили, Нина Табидзе, Тициан Табидзе.

В советское время принимал у себя, на улице Мачабели, Николая Заболоцкого, Ираклия Андроникова, Николая Тихонова.

## Творчество
- Стихотворения
- «Иосифу Сталину»
- «Большой Загэс»
- «Снайпер»
- «Песнь о Лаврентии Берия»
- «Обращение к Руставели»
- «Бакинские коммунары»
- «Кахетия»
- «Маёвка»
- «Поэт-борец»
- поэма «Мать»
- Пьесы
- «Арсен» (экранизирована в 1937 году)
- «Анзор» (поставлена в 1928 году)
- «Трое», «Герой Крцаниси» (поставлена в 1942 году)
- «Арсен Джорджиашвили» (поставлена в 1956 году)
- «Герои Эрети»
- «Новые корни»
- «Спартак»
- «Латавра»[2].

Пьесы Сандро Шаншиашвили ставились на сцене Тбилисского театра имени Шота Руставели.

## Награды и премии
- Сталинская премия второй степени (1949) — за пьесы «Арсен», «Герои Крцаниси», «Имеретинские ночи»[4]
- два ордена Трудового Красного Знамени (05.09.1936 — «за выдающиеся заслуги в деле развития грузинского театрального искусства»; 12.3.1970)
- орден Дружбы народов (28.7.1978)
- орден «Знак Почёта» (31.1.1939)
- медали
- заслуженный деятель искусств Грузинской ССР (1930)